# كنيسة مريم العذراء (حلب)
كنيسة القديسة مريم العذراء هيَ كنيسة أرمنية أرثوذكسية تقع في حي الفيلات بمدينة حلب. بدأت أعمال بنائها عام 1972 واستمرت عشر سنوات، لتكون بديلًا عن الكنيسة التاريخية للأرمن الأرثوذكس في حي الجديدة والتي تحولت فيما بعد إلى متحف.

## التاريخ

### الكنيسة القديمة
امتلك الأرمن كنيستين من بين خمس كنائس بُنيت خارج سور حلب خلال عهد الدولة المملوكية، الأولى هي كاتدرائية الأربعين شهيد، والثانية كنيسة مريم العذراء. وردَت أوّل إشارة لوجود الكنيسة في مخطوطة محفوظة لدى مطرانية حلب للأرمن الأرثوذكس، حيث تذكر أن الكنيسة بُنيت عام 1455 بتبرع من أحد أغنياء الجالية الأرمنية في المدينة، ثُمّ أُعيد ترميمها مرتين الأولى عام 1535، والثانية بعد بناء الطائفة المارونية كاتدرائية القديس إلياس مكان كنيستهم القديمة التي أصحبت مطبعة، فتوسّعت كنيسة مريم العذراء على حساب مبنى كنيسة الموارنة القديمة. يستند مبنى هذه الكنيسة على أربعة أعمدة من الحجر الكلسي الأصفر، وتحوي عددًا من الأيقونات المهمة. أصحبت الكنيسة ملجأً روحيًز للأرمن الفارّين من الأبادة الجماعية التي نفّذتها الدولة العثمانية، حيث تدفّقوا بأعداد كبيرة إلى سوريا عامّةً ومدينة حلب بشكل خاص. وبعد تدشين الكنيسة الجديدة المكرّسة لمريم العذراء في حي الفيلات عام 1983، قرّرت الطائفة الأرمنية عام 1991 تحويل الكنيسة القديمة إلى متحف زاريان الذي يعرض الأواني والملابس المقدسة عند الأرمن.

### الكنيسة الجديدة
في عام 1967، اشترى المجلس الملّي لطائفة الأرمن أرضًا في حي الفيلات الذي انتقل العديد من المسيحيين الأرمن للعيش فيه، من أحل بناء كنيسة ومدرسة لرعايا الطائفة. بدأت أعمال البناء عام 1972 وانتهت عام 1982، وكُرّسَت بعد ذلك في 1 أيار 1983. وبين عامي 1986-1988 تم تحديث القاعة الداخلية والباحة المغلقة وزُيّن القسم الداخلي من الكنيسة. تطورت الكنيسة وأصحبت تضم مدرسة كرتاسيراتس والجمعية الثقافية الأرمنية وقاعة زوهراب كابريليان.

## العمارة
صُممت الكنيسة الجديدة من قبل المهندسين الأرمن المحليين في حلب بطابع هندسي أرمني، وبُنيَ لها قبة للجرس وعليّة ووضع فيها جرن للعمادة ومائدة مقدسة بتبرع من السكان الأرمن.
تحوي المائدة المقدسة للكنيسة على أيقونة كبيرة باسم العذراء وطفلها من رسم الفنان الحلبي دير مكريدج عام 1644 والتي أُعيد ترميمها عام 1752.
في عام 1993، وُضع نصب تذكاري لشهداء الإبادة الجماعية في الجهة اليسرى من باب الكنيسة.